# Deporte de combate

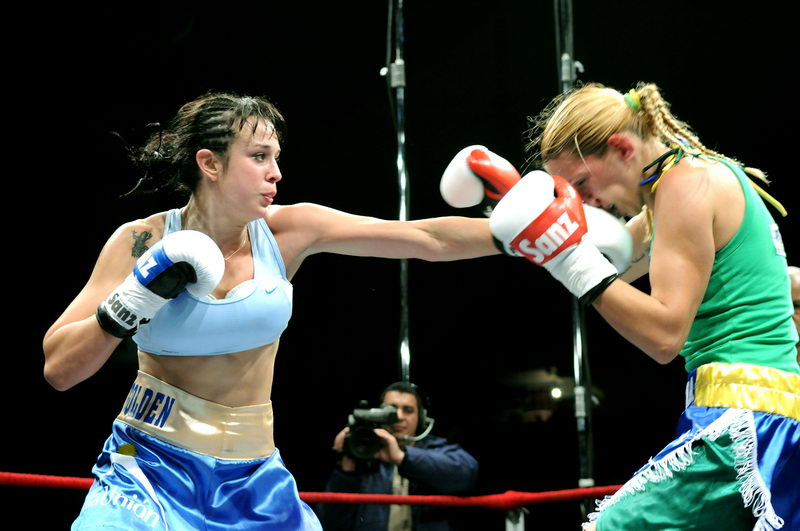
El boxeo es un deporte de combate tradicional occidental.

Un deporte de combate es un deporte competitivo de contacto donde dos contrincantes luchan uno contra el otro usando ciertas reglas de contacto según la modalidad. El objetivo es ganar la competición usando partes del cuerpo que estén permitidas por las reglas de cada deporte.
Algunos ejemplos son; el boxeo, kickboxing, muay thai, las MMA (artes marciales mixtas), lucha grecorromana, lucha olímpica, etc.
Las técnicas y tácticas usadas en los deportes de combate pueden ser clasificadas en distintas categorías o énfasis; con el uso de puños, rodillas, piernas, codos. El uso de agarre con vestimenta especial, o uso de ropa deportiva (No Gi).

## Deporte de combate, artes marciales y sistemas de combate
La noción de «deporte de combate» es diferente de la de «arte marcial» y a la de sistema de combate pues, aunque pueden coincidir en varias técnicas y tácticas, son totalmente diferentes en su objetivo.
En efecto, un arte marcial es por definición un «arte de la guerra», una disciplina formativa donde aunque en teoría todo es permitido, busca la formación emocional del individuo, mediante la práctica de diversas técnicas con potencial para hacer daño,  su objetivo es la neutralización de un posible enemigo. Ejemplos de estas son: el karate, el ninjutsu o budo taijutsu, el kung fu, el Aikido, el Kendo, el Hapkido, etc.
Un sistema de combate también se dedica al entrenamiento técnico pero con el objetivo específico de acabar con el enemigo. Sin embargo a causa de la peligrosidad potencial de sus técnicas, y la inclusión de las armas de fuego en su entrenamiento, este fin es dejado a los sistemas de combate propios de las fuerzas militares, como el krav magá, el systema, etc.
En contraste, un deporte de combate a menudo posee competiciones (de oposición), y varias normas conductuales y de tiempos, destinadas a garantizar la integridad física de los oponentes; además, siempre hay un árbitro presente, que puede detener el combate. Aunque los deportes de combate se alejan del combate real, su objetivo radica en enfrentarse a un adversario que tiene reacciones imprevisibles dentro de un entorno seguro. Ejemplos de estos son: el boxeo, el taekwondo, el Jiu jitsu brasileño, el judo, la lucha olímpica, la esgrima occidental, el wushu, etc.
Estos tres puntos de vista son fundamentalmente diferentes, pero históricamente vinculados. En los países asiáticos, el aprendizaje de las artes marciales clásicas y tradicionales se efectuaba antes de la aparición de las armas de fuego con el fin de enfrentar al enemigo. El cuerpo y la mente del individuo se transformaban en una verdadera arma de guerra, y sirvieron para oponerse en caso de invasión de otros países o grupos. Así, esta visión de las artes marciales servía para defender la vida durante la época feudal. Pero hoy día las cosas son bien distintas.

## Lista de deportes de combate

### Deportes de combate olímpicos
- Boxeo
- Esgrima
- Judo
- Lucha libre olímpica
- Lucha grecorromana
- Taekwondo
- Karate

### Deportes de combate no olímpicos
- Artes marciales mixtas
- Bando kick boxing
- capoeira
- Catch wrestling
- Eskrima
- Full contact
- hapkido
- Jiu-Jitsu
- Jiu-jitsu brasileño.
- Karate
- Kendō
- K-1
- Kick boxing
- Kudo
- Kung-fu
- Lethwei
- Lucha canaria
- Lucha leonesa
- Lucha libre profesional
- Lucha senegalesa
- Muay thai
- Ninjutsu o Budo taijutsu
- Puroresu
- Pencak Silat
- Sambo
- San Da
- Savate
- Shoot fighting
- Shoot wrestling
- Sumo
- Vale tudo
- Wing chun
- Wushu